# Stenkulla och Årred
Stenkulla och Årred is een plaats in de gemeente Bollebygd in het landschap Västergötland en de provincie Västra Götalands län in Zweden. De plaats heeft 77 inwoners (2005) en een oppervlakte van 20 hectare.